# Nesogalepsus sikorai
Nesogalepsus sikorai är en bönsyrseart som beskrevs av Max Beier 1931. Nesogalepsus sikorai ingår i släktet Nesogalepsus och familjen Tarachodidae. Inga underarter finns listade i Catalogue of Life.